# Porphyrinia viridula
Porphyrinia viridula là một loài bướm đêm trong họ Noctuidae.